# Calatola mollis
Calatola mollis är en tvåhjärtbladig växtart som beskrevs av Paul Carpenter Standley. Calatola mollis ingår i släktet Calatola och familjen Icacinaceae. Inga underarter finns listade i Catalogue of Life.